# Крушица (Свети Никола)
Крушица (мкд. Крушица) је насеље у Северној Македонији, у средишњем делу државе. Крушица је село у саставу општине Свети Никола.

## Географија
Крушица је смештена у средишњем делу Северне Македоније. Од најближег града, Штипа, насеље је удаљено 40 km северозападно.
Насеље Крушица се налази у историјској области Овче поље. Село није смештено у самом пољу, већ северозападно од поља, на источним падинама Градиштанске планине. Надморска висина насеља је приближно 530 метара.
Месна клима је умерено континентална.

## Становништво
Крушица је према последњем попису из 2002. године имала 22 становника.
Већинско становништво су етнички Македонци (100%).
Претежна вероисповест месног становништва је православље.